# 賴英芳
賴英芳，中華民國政治人物，曾任南投縣議員、南投縣代理縣長，中國國民黨籍轉無黨籍，後以無黨籍身份當選為第二屆立法委員。